# Ciriaco Ramírez
Carlos Saavedra (Cádiz, 1772 – Ceuta, 1819), fue un militar, hacendado y revolucionario español.
La historia materialista lo presenta como precursor del pensamiento independentista durante la Guerra de la Reconquista en Santo Domingo (actual República Dominicana), sin embargo, no existe un solo documento que lo evidencie. de Santo Domingo (actual República Dominicana).
Se desconoce cómo, dónde y cuándo murió; pero se sabe que cuando fue apresado vivía en Azua donde además era propietario de un cafetal de acuerdo al documento número 168 anexo al Diario de la Reconquista, páginas 350 y 351. Fue motivado por Cristóbal Hubert Franco y Salvador Félix, ambos enviados por el gobernador de Puerto Rico, Toribio Montes, para que desde esa isla desembarcaran en Santo Domingo e iniciaran la guerra contra la ocupación francesa. El 23 de septiembre atracaron por el puerto sureño de Alejandro y se entrevistaron con Ciriaco Ramírez, quien con un puñado de gente del Sur le declaró la guerra a Jean-Louis Ferrand el 5 de octubre de 1808. Se enfrentó dos o tres veces en pequeñas escaramuzas contra un batallón francés dirigido por el coronel Aussenac. (documentos, 167 y 168 D.R.Pág. 350).
Ciriaco Ramírez no participó en la batalla de Palo Hincado, porque cuando ésta ocurrió se encontraba aún en los campos del Sur. Cuando llegó a la capital el día 30 de noviembre de 1808, ya había regresado desde esa misma región el batallón francés comandado por Aussenac, lo que significa que los enfrentamientos que sostuvieron fueron de muy poca importancia, el 15 de noviembre de 1808 llegaron los dominicanos dirigidos por Juan Sánchez Ramírez y sitiaron la ciudad amurallada de Santo Domingo, porque el ejército francés que no había participado con Ferrand en Palo Hincado dirigido por el general Dubarquier, se fortaleció cuando fue reforzado por el pelotón que llegó del Sur.
Más tarde llegó Ciriaco Ramírez con la gente del Sur y no se preocupó por nada más que no fuera tomar el mando, deseando despojar del mismo a Juan Sánchez Ramírez. Se le asignó un punto en el sitio para que se hiciera cargo de él, pero aprovechó la oportunidad para salir punto por punto instruyendo a los soldados para que enviasen al día siguiente un representante a una junta que presidiría él mismo, por orden según él, de Juan Sánchez Ramírez. (Diario de la Reconquista, J.S.R. Pág. 85). La junta se llevó a cabo por orden de Juan Sánchez Ramírez, o sea, decidió hacer la junta propuesta por Ciriaco Ramírez, sin embargo, Ciriaco nunca se presentó a esta reunión, pero sí la gente del Sur, donde en ningún momento se presentaron dos partes antagónicas, y mucho menos ningunos de los participantes se pronunció a favor ni en contra de la independencia de Santo Domingo, ningún documento de esa época lo afirma, este falso argumento surge de algunos historiadores contemporáneos a la época actual.
Pero sí podemos afirmar que Ciriaco Ramírez fue un luchador tenaz a favor de reconquistar la colonia para España, como se lo prometió al gobernador de Puerto Rico, Toribio Montes.
Se ha dicho como una forma de especular en lo que se desconoce, que Ciriaco Ramírez, luego de ser hecho preso por orden de Juan Sánchez Ramírez, fue llevado a Puerto Rico, más tarde, fue devuelto a Santo Domingo para ser juzgado y condenado a una cárcel en España. Lo que constituye otra falsedad y otra mentira de los aludidos historiadores y sus repetidores. En realidad fue hecho preso por orden de Sánchez Ramírez y llevado a Puerto Rico porque en el sitio donde se le asignó reinaba el desorden, debido a su actitud de ser comandante en jefe del ejército reconquistador; pero en septiembre de 1810 regresó a Santo Domingo y fue interrogado porque se le acusó de haber ordenado la muerte del oficial francés conocido como Comandante Casilla. Este hecho ocurrió mientras estaba con su tropa en la región Sur en campaña contra los franceses. Sin embargo, todo parece indicar que no se pudo demostrar que tuvo algo que ver con este crimen y salió en libertad, en virtud de la publicación de un documento en la obra Noticias Históricas de Santo Domingo del sacerdote historiador Fray Cipriano de Utrera, en la página 140 dice: "9 de diciembre 1814.- concediendo el título de Teniente Coronel con sueldo de capitán de infantería a Ciriaco Ramírez". El 8 de abril de 1815, durante la gobernación Urrutia, éste avisa haber recibido en su despacho al hijo de Ciriaco Ramírez, José Joaquín Ramírez, solicitando ordenarse en el ejército de la colonia española, dice la nota que es el mayor de ellos. (Noticias Históricas de Santo Domingo, Fray C. de Utrera, Pag. 140).
Mientras los historiadores materialistas dicen que Ciriaco por su actividad independentista fue hecho preso y confinado a Ceuta donde supuestamente murió, este documento evidencia que después de la reconquista durante el período denominado España Boba, era oficial del ejército de la colonia española de Santo Domingo.

## Biografía
Los escasos datos que se conocen desde su nacimiento hasta su llegada a Santo Domingo se deben a lo reflejado en el proceso judicial que se le siguió en 1810. Allí se autocalificaba como nacido en Cádiz, de treinta y cinco años de edad, de raza blanca, agricultor y vecino de la ciudad de Azua.
Se distinguió por participar en la insurrección hispano-dominicana contra la ocupación francesa de la parte española de la Isla de Santo Domingo. Dicha parte fue cedida a Francia por el Tratado de Basilea de 1795, y estuvo gobernada por tropas francesas desde 1801. Al saberse en Santo Domingo de la prisión de Carlos IV y su familia y de la ocupación de España por las tropas de Napoleón, Ramírez, junto con Cristóbal Huber y otros, organizaron tropas en la región sur de la Isla de Santo Domingo para unirse a los contingentes de otras regiones que propugnaban para lograr la salida de las tropas francesas en la parte española de la isla y reincorporarla a la Corona española, en la llamada Guerra de la Reconquista (1808-1810).
El gobernador francés Jean-Louis Ferrand puso precio a su cabeza como conspirador. Ramírez, como jefe de los contingentes del Sur, se unió a los que dirigía Juan Sánchez Ramírez con criollos de las regiones del Cibao y del este, para formar un ejército que enfrentó a las tropas francesas comandadas por Ferrand. Ramírez participó en el sitio de Santo Domingo a favor de reconquistar el territorio oriental para devolverlo a España y nunca cambió de parecer.